# Federico Massa
Federico Massa (Lecce, 29 giugno 1956) è un politico italiano.

## Biografia
Nato a Lecce, vive a Roma.

### Attività politica
Membro della segreteria regionale del Partito Democratico, nel dicembre 2012 Federico Massa si candida alle primarie dei parlamentari in provincia di Lecce, ottenendo 3.091 voti.
Alle elezioni politiche del 2013 risulta il primo dei non eletti, nella circoscrizione Puglia, alla Camera dei Deputati nelle liste del Partito Democratico.
Il 9 luglio 2014, in seguito alle dimissioni di Antonio Decaro dalla carica di parlamentare (in quanto eletto Sindaco di Bari), gli subentra e viene eletto deputato della XVII Legislatura.